# Masters de Canadá 2024
El Masters de Canadá 2024 fue un torneo de tenis que se jugó en pista dura al aire libre. Se trató de la edición 134.ª (para los hombres) y la 122.ª (para las mujeres) del Masters de Canadá, y fue parte de los ATP Tour Masters 1000de los Torneos ATP en 2024, y de los WTA 1000en los torneos Torneos WTA en 2023. El torneo femenino se disputó en el Aviva Centre de Toronto, y el masculino en el estadio Uniprix de Montreal, del 6 al 12 de agosto de 2024, el cual perteneció a un conjunto de torneos que forman parte del US Open Series 2024.

## Puntos y premios

### Distribución de Puntos
| Evento       | G    | F   | SF  | CF  | R16 | R32 | R48 | C  | C2 | C1 |
| Individuales | 1000 | 650 | 400 | 200 | 100 | 50  | 10  | 30 | 16 | 0  |
| Dobles       | 1000 | 600 | 360 | 180 | 90  | 0   | 0   | —  | —  | —  |

| Modalidad           | G    | F   | SF  | CF  | R16 | R32 | R64 | C  | C2 | C1 |
| Individual femenino | 1000 | 650 | 390 | 215 | 120 | 65  | 10  | 30 | 20 | 1  |
| Dobles femenino     | 1000 | 650 | 390 | 215 | 120 | 1   | —   | —  | —  | —  |

### Premios monetarios
| Evento                 | G          | F        | SF       | CF       | Ronda de 16 | Ronda de 32 | Ronda de 64 | Q2      | Q1     |
| Individuales Masculino | $1,049,460 | $573,090 | $313,395 | $170,940 | $91,435     | $49,030     | $27,165     | $13,915 | $7,290 |
| Individuales Femenino  | $523,485   | $308,320 | $158,944 | $72,965  | $36,454     | $20,650     | $14,800     | $8,800  | $4,610 |
| Dobles Masculino       | $322,000   | $174,920 | $96,090  | $53,010  | $29,140     | $15,910     | —           | —       | —      |
| Dobles Femenino        | $154,160   | $86,710  | $46,570  | $24,090  | $13,650     | $9,100      | —           | —       | —      |

## Cabezas de serie

### Individuales masculino
| N.º | Rank. | Tenista               | Puntos | Puntos por defender | Puntos ganados | Nuevos puntos | Ronda hasta la que avanzó en el torneo           |
| 1   | 1     | Jannik Sinner         | 9570   | 1000                | 200            | 8770          | Cuartos de final, perdió ante Andrey Rublev [5]  |
| 2   | 4     | Alexander Zverev      | 6845   | (50)                | 200            | 6995          | Cuartos de final, perdió ante Sebastian Korda    |
| 3   | 5     | Daniil Medvédev       | 6525   | 180                 | 10             | 6355          | Segunda ronda, perdió ante Alejandro Davidovich  |
| 4   | 6     | Hubert Hurkacz        | 4105   | 90                  | 200            | 4215          | Cuartos de final, perdió ante Alexei Popyrin     |
| 5   | 7     | Andrey Rublev         | 3975   | 10                  | 650            | 4615          | Final, perdió ante Alexei Popyrin                |
| 6   | 9     | Casper Ruud           | 3880   | 90                  | 100            | 3890          | Tercera ronda, se retiró ante Sebastian Korda    |
| 7   | 10    | Grigor Dimitrov       | 3600   | 0                   | 100            | 3700          | Tercera ronda, perdió ante Alexei Popyrin        |
| 8   | 11    | Stefanos Tsitsipas    | 3465   | 10                  | 10             | 3465          | Segunda ronda, perdió ante Kei Nishikori [PR]    |
| 9   | 13    | Taylor Fritz          | 3330   | 90                  | 50             | 3290          | Segunda ronda, perdió ante Sebastian Korda       |
| 10  | 12    | Tommy Paul            | 3375   | 360                 | 50             | 3065          | Segunda ronda, perdió ante Brandon Nakashima [Q] |
| 11  | 14    | Ben Shelton           | 2950   | 45                  | 50             | 2955          | Segunda ronda, perdió ante Alexei Popyrin        |
| 12  | 15    | Ugo Humbert           | 2360   | 45                  | 50             | 2365          | Segunda ronda, perdió ante Nuno Borges           |
| 13  | 17    | Holger Rune           | 2300   | 10                  | 100            | 2390          | Tercera ronda, perdió ante Alexander Zverev [2]  |
| 14  | 19    | Félix Auger-Aliassime | 2115   | 10                  | 10             | 2115          | Primera ronda, perdió ante Flavio Cobolli        |
| 15  | 21    | Alejandro Tabilo      | 1918   | (25)                | 100            | 1993          | Tercera ronda, perdió ante Jannik Sinner [1]     |
| 16  | 22    | Karen Khachanov       | 1830   | 0                   | 50             | 1880          | Segunda ronda, perdió ante Matteo Arnaldi        |

#### Bajas masculinas
| Rank. | Tenista         | Puntos antes | Puntos por defender | Puntos ganados | Puntos después | Motivo               |
| ----- | --------------- | ------------ | ------------------- | -------------- | -------------- | -------------------- |
| 2     | Novak Djokovic  | 8460         | 0                   | 0              | 8460           | Descanso.            |
| 3     | Carlos Alcaraz  | 8130         | 180                 | 0              | 7950           | Descanso.            |
| 7     | Álex de Miñaur  | 4080         | 600                 | 0              | 3480           | Lesión en la cadera. |
| 16    | Lorenzo Musetti | 2340         | 90                  | 0              | 2250           | Descanso.            |
| 20    | Sebastián Báez  | 2010         | (10)                | 0              | 2000           | Descanso.            |

### Dobles masculino
| Tenista                                  | Clasif | Preclasificados |
| Marcel Granollers Horacio Zeballos       | 2      | 1               |
| Rohan Bopanna Matthew Ebden              | 7      | 2               |
| Rajeev Ram Joe Salisbury                 | 11     | 3               |
| Marcelo Arévalo Mate Pavić               | 15     | 4               |
| Simone Bolelli Andrea Vavassori          | 19     | 5               |
| Santiago González Édouard Roger-Vasselin | 26     | 6               |
| Máximo González Andrés Molteni           | 28     | 7               |
| Harri Heliövaara Henry Patten            | 30     | 8               |
| Neal Skupski Michael Venus               | 39     | 9               |
| Kevin Krawietz Tim Puetz                 | 42     | 10              |
| Ivan Dodig Jean-Julien Rojer             | 46     | 11              |
| Max Purcell Jordan Thompson              | 47     | 12              |
| Nathaniel Lammons Jackson Withrow        | 56     | 13              |
| Hugo Nys Jan Zieliński                   | 61     | 14              |
| Lloyd Glasspool Nikola Mektić            | 67     | 15              |
| Sander Gillé Joran Vliegen               | 70     | 16              |

### Individuales femenino
| N.º | Rank. | Tenista             | Puntos | Puntos por defender | Puntos ganados | Nuevos puntos | Ronda hasta la que avanzó en el torneo              |
| 1   | 2     | Cori Gauff          | 7703   | 190                 | 120            | 7633          | Tercera ronda, perdió ante Diana Shnaider [14]      |
| 2   | 3     | Aryna Sabalenka     | 7256   | 105                 | 215            | 7366          | Cuartos de final, perdió ante Amanda Anisimova [PR] |
| 3   | 6     | Jessica Pegula      | 4515   | 900                 | 1000           | 4615          | Campeona, venció a Amanda Anisimova [PR]            |
| 4   | 11    | Jeļena Ostapenko    | 3418   | (50)                | 120            | 3478          | Tercera ronda, perdió ante Taylor Townsend [LL]     |
| 5   | 12    | Daria Kasatkina     | 3283   | 190                 | 10             | 3103          | Segunda ronda, perdió ante Amanda Anisimova [PR]    |
| 6   | 13    | Liudmila Samsonova  | 2820   | 585                 | 215            | 2450          | Cuartos de final, perdió ante Diana Shnaider [14]   |
| 7   | 14    | Madison Keys        | 2778   | 60                  | 10             | 2728          | Segunda ronda, se retiró ante Peyton Stearns        |
| 8   | 15    | Emma Navarro        | 2729   | (81)                | 390            | 3038          | Semifinales, perdió ante Amanda Anisimova [PR]      |
| 9   | 16    | Ons Jabeur          | 2631   | 0                   | 10             | 2641          | Primera ronda, perdió ante Naomi Osaka [WC]         |
| 10  | 17    | Anna Kalinskaya     | 2550   | (10)                | 120            | 2660          | Tercera ronda, se retiró ante Amanda Anisimova [PR] |
| 11  | 20    | Marta Kostyuk       | 2141   | 1                   | 120            | 2260          | Tercera ronda, perdió ante Emma Navarro [8]         |
| 12  | 19    | Victoria Azarenka   | 2266   | 60                  | 120            | 2326          | Tercera ronda, se retiró ante Peyton Stearns        |
| 13  | 22    | Beatriz Haddad Maia | 2108   | 60                  | 65             | 2113          | Segunda ronda, se retiró ante Katie Boulter         |
| 14  | 24    | Diana Shnaider      | 1930   | (25)                | 215            | 2295          | Semifinales, perdió ante Jessica Pegula [3]         |
| 15  | 25    | Leylah Fernandez    | 1894   | 105                 | 65             | 1854          | Segunda ronda, perdió ante Ashlyn Krueger [Q]       |
| 16  | 27    | Dayana Yastremska   | 1823   | (160)               | 10             | 1673          | Primera ronda, se retiró ante Yulia Putintseva      |

#### Bajas femeninas
| Rank. | Tenista            | Puntos antes | Puntos por defender | Puntos ganados | Puntos después | Motivo               |
| ----- | ------------------ | ------------ | ------------------- | -------------- | -------------- | -------------------- |
| 1     | Iga Świątek        | 11 005       | 350                 | 0              | 10 665         | Fatiga muscular.     |
| 4     | Elena Rybakina     | 6376         | 350                 | 0              | 6026           | Bronquitis.          |
| 5     | Jasmine Paolini    | 5373         | 105                 | 0              | 5268           | Descanso.            |
| 7     | Qinwen Zheng       | 4025         | 60                  | 0              | 3965           | Descanso.            |
| 8     | Danielle Collins   | 3702         | 220                 | 0              | 3482           | Molestias físicas.   |
| 9     | María Sákkari      | 3621         | 1                   | 0              | 3620           | Lesión en el hombro. |
| 10    | Barbora Krejčiková | 3573         | (1)                 | 0              | 3572           | Lesión en el muslo.  |

### Dobles femenino
| Tenista                            | Clasif | Preclasificados |
| Gabriela Dabrowski Erin Routliffe  | 4      | 1               |
| Lyudmyla Kichenok Jeļena Ostapenko | 31     | 2               |
| Caroline Dolehide Desirae Krawczyk | 33     | 3               |
| Elise Mertens Asia Muhammad        | 36     | 4               |
| Demi Schuurs Luisa Stefani         | 40     | 5               |
| Ulrikke Eikeri Ellen Perez         | 40     | 6               |
| Sofia Kenin Bethanie Mattek-Sands  | 60     | 7               |
| Cristina Bucșa Xu Yifan            | 71     | 8               |

## Campeones

### Individual masculino
Alexei Popyrin venció a  Andrey Rublev por 6-2, 6-4

### Individual femenino
Jessica Pegula venció a  Amanda Anisimova por 6-3, 2-6, 6-1

### Dobles masculino
Marcel Granollers /  Horacio Zeballos vencieron a  Rajeev Ram /  Joe Salisbury por 6-2, 7-6(7-4)

### Dobles femenino
Caroline Dolehide /  Desirae Krawczyk veniceron a  Gabriela Dabrowski /  Erin Routliffe por 7-6(7-2), 3-6, [10-7]